# Izabella Wojczakowska
Izabella Wojczakowska (ur. 24 marca 1974) – polska lekkoatletka specjalizująca się w rzucie oszczepem.

## Kariera
Rekordzistka Polski w rzucie oszczepem – 14 czerwca 1999 r. uzyskała w Warszawie wynik 53,37 m. Reprezentowała klub Skra Warszawa. Rekord życiowy: 56,32 m (30 czerwca 2001 r., Bydgoszcz). Poważna kontuzja ścięgna Achillesa uniemożliwiła jej dalszą karierę. Trenerką Izabelli Wojczakowskiej była Genowefa Patla, reprezentantka Polski na olimpiadzie w Barcelonie.
Obecnie jest nauczycielką wychowania fizycznego w II Liceum Ogólnokształcącym im. Stefana Batorego oraz trenuje młodych lekkoatletów w Akademickim Klubie Lekkoatletycznym Ursynów.